# Sylvester Norris
Sylvester Norris (Jackson, 18 febbraio 1957) è un ex cestista statunitense, professionista nella NBA e in Italia.
È il fratello di Audie Norris.

## Carriera
Venne selezionato dai San Antonio Spurs al terzo giro del Draft NBA 1979 (63ª scelta assoluta).